# エプスドルファーグルント
エプスドルファーグルント (ドイツ語: Ebsdorfergrund) は、ドイツ連邦共和国ヘッセン州マールブルク＝ビーデンコプフ郡に位置する11の集落からなる町村（以下、本項では便宜上「町」と記述する）である。

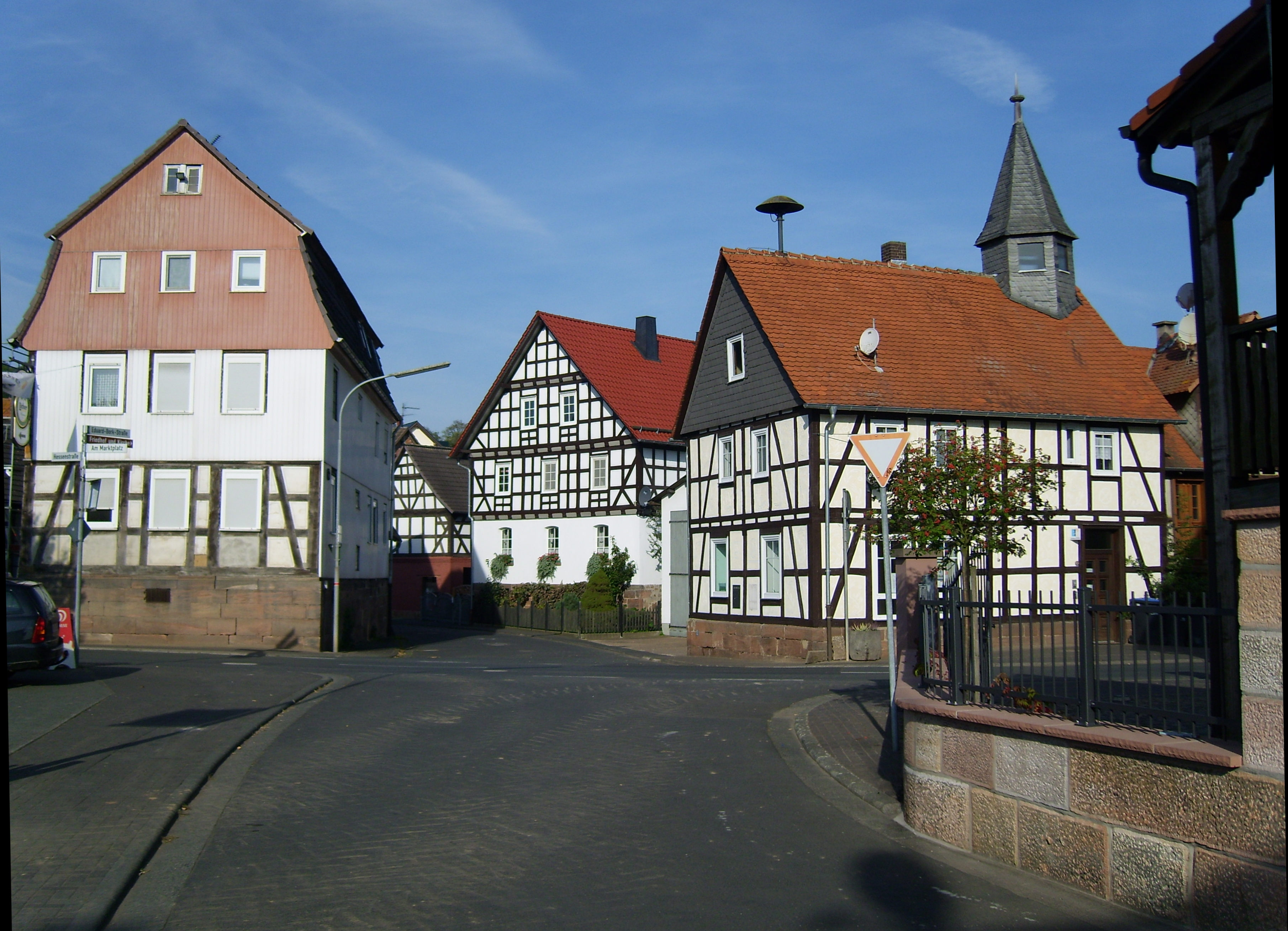
木組み建築が遺るヴィッテルスベルク地区のマルクト広場

## 地理

### 位置
エプスドルファーグルントの町域は、町名の由来になったアメーネブルク盆地の南部にあたるエプスドルフ・グルントの大部分を占めており、ほぼ完全に農地として利用されている。東はルムダ高地（フォルデラー・フォーゲルスベルク）、西はラーン山地に至る。
集落の多くは、ツヴェスター・オーム川沿いにある。この川はルムダ高地から北東のエプスドルフ・グルントへ流れ、南西に向きを変え、マールブルクとギーセンとの間でラーン川に合流する。この川に沿って位置する集落は以下の通り。
- ヴェルマーツハウゼン（海抜 350 m、水源近く）
- ロスベルク（海抜 310 m）
- ドライハウゼン（海抜 240 -270 m）
- メルン（海抜 230 m）
- ヘスケム（海抜 200 - 220 m、この集落付近で流路は南西に向きを変える）
- エプスドルフ（海抜 200 - 220 m）
- ハッハボルン（海抜 200 - 220 m）

この他にライデンホーフェン（海抜 220 m、エプスドルフの南西）、イルシュハウゼン（海抜 270 m、ハッハボルンの南、ルムダ高地の北斜面）、ヴィッテルスベルク（海抜 220 - 250 m、ヘスケムの北東）といった集落もツヴェスター・オーム川の支流沿いに位置している。ツヴェスター・オーム川の支流はベルタースハウゼン地区西部（海抜 250 m、ヘスケムの北西）、特にほとんどラーン山地の東斜面にあたるフラウエンベルク城趾に近いフライエンベルク集落（海抜 300 - 330 m）の西部も潤している。
ラウイッシュホルツハウゼン（海抜 220 -280 m、ヴィッテルスベルクの東、ルムダ高地の北斜面）は、ツヴェスター・オーム川水系に属さない（オーム川水系に属す）唯一の集落である。

### 隣接する市町村
エプスドルファーグルントは、北西はマールブルク、北はキルヒハイン、北東はアメーネブルク（以上、いずれもマールブルク＝ビーデンコプフ郡）およびホムベルク (オーム)（フォーゲルスベルク郡）、南はラーベナウおよびアレンドルフ (ルムダ)、南西はシュタウフェンベルク（以上3市町村はギーセン郡）、西はフロンハウゼンおよびヴァイマル (ラーン)（ともにマールブルク＝ビーデンコプフ郡）と境を接している。

### 自治体の構成
この町は、以下の地区で構成される。
- ベルタースハウゼン＝フラウエンベルク（人口約 1,074人）
- ドライハウゼン（人口約 1,654人）
- エプスドルフ（人口約 1,055人）
- ハッハボルン（人口約 1,151人）
- ヘスケム（メルンを含む）（人口約 894人）
- イルシュハウゼン（人口約 104人）
- ライデンホーフェン（人口約 902人）
- ラウイッシュホルツハウゼン（人口約 1,156人）
- ロスベルク（人口約 400人）
- ヴェルマーツハウゼン（人口約 342人）
- ヴィッテルスベルク（人口約 1,006人）

### 山
町内で最も高い山は、海抜 393 m のライデンヘーファー・コプフ（ライデンホーフェンの南）である。この他のルムダ高地の山は、ゼンベルク（383 m、ドライハウゼンの東）、ハッテンベルク（373 m、ロスベルクの東）がある。ラーン山地に属すフラウエンベルクは、同名の集落の西にあり、高さは 370 m である。

## 行政

### 議会
エプスドルファーグルントの町議会は 31 議席からなる。

### 紋章
町の紋章は、金地（黄色地）で、緑の三峰の山の上に、胸壁を持ち、ヘッセンの紋章を掲げた赤い塔。
この紋章には、中世のヴィッテルスベルク砦が描かれている。この砦は、マインツ大司教領に至る街道のエプスドルフ・グルント地域の交通をヘッセン方伯が監視するために用いられていたものである。

### 姉妹自治体
- ビッドフォード＝オン＝エイヴォン（イギリス、ウォリックシャー）1980年
- リニエボ（ポーランド、ポモージェ県）1998年

## 経済と社会資本

### メディア
エプスドルファーグルント町内では、日刊紙としてオーバーヘッシシェ・プレス (OP) とマールブルガー・ノイエ・ツァイトゥング (MNZ) が刊行されており、このうち OP が大きなシェアを占めている。週刊のフリーペーパーには、ともに OP の出版社が発行する マールブルク・エクストラ（水曜日）とヴィン（土曜日）があり、この他にミッテルヘッシシェ・アンツァイゲン＝ツァイトゥング（MAZ、水曜日）やゾンタークモルゲンマガツィーン（SMM、日曜日）がある。ヴィッティヒ出版から週刊で町の広報紙が刊行される。また、月に1度、無料の情報紙グルントブリックが刊行されている。

### 交通
町内を、フロンハウゼン（ここから連邦道 B3号線経由 ギーセンでアウトバーンに接続する）からキルヒハインに至る州道が通っている。また、マールブルクとグリュンベルクとを結ぶ州道も通っている。
1905年に開通した、マールブルク南駅から町内を通りドライハウゼンの玄武岩採石場まで運行されていたマールブルク郡営鉄道は1972年に廃止された。
公共交通機関は、ALV マールブルク/オーバーヘッセンとマールブルク市施設局によって運営されている。6つのバス路線がある。
- 13番系統: マールブルク - ボルツハウゼン - エプスドルフ - ライデンホーフェン - イルシュハウゼン
- MR-35系統: ヘスケム - エプスドルフ - ライデンホーフェン - ハッハボルン - イルシュハウゼン - フロンハウゼン
- MR-80系統: シュヴァインスベルク - ラウイッシュホルツハウゼン - ヴィッテルスベルク - モイシュト - マールブルク
- MR-84系統: キルヒハイン - アメーネブルク - エアフルツハウゼン - ラウイッシュホルツハウゼン - ヴィッテルスベルク - ギンゼルドルフ
- MR-86系統: マールブルク - フラウエンベルク - ベルツハウゼン - ヘスケム - メルン - ドライハウゼン - ロスベルク - ヴェルマーツハウゼン - デッケンバッハ
- MR-87系統: ヘスケム - モイシュト/マールドルフ/アメーネブルク

### 施設
ロスベルクの森には、1960年代末に設けられ、1990年代に近代化された、放射性廃棄物の州立集積所がある。ここは、医療、研究、工業、産業分野から廃棄された放射性物質のいわゆる中間貯蔵施設であり、約 400 m3が貯蔵される。

## 引用
1. ↑  Hessisches Statistisches Landesamt: Bevölkerung in Hessen am 31.12.2023 (Landkreise, kreisfreie Städte und Gemeinden, Einwohnerzahlen auf Grundlage des Zensus 2011)]
2. ↑  2011年3月27日の町議会議員選挙結果、ヘッセン州統計局（2012年6月30日 閲覧）